# X-Gluc
X-Gluc — органічна сполука з молекулярною брутто-формулою C14H13BrClNO7. Використовується як хімічний реагент для детекції β-глюкоронідази, ензиму, що продукується бактеріями E. coli. За його допомогою можна визначати наявність малих кількостей E. coli у їжі, воді та фізіологічних рідинах. На доданок він також використовується в молекулярній біології як репортер експресії генів (GUS-репортерна система).. Принцип дії X-Gluc ідентичний до X-Gluc.
Перевагами визначення бактерій за допомогою X-Gluc є висока швидкість (24 години), точність (<1 % хибно-негативних та <5 % хибно-позитивних результатів) та експериментальна простота.